# Ustea-Zelene, Monastîrîska
Ustea-Zelene (în ucraineană Устя-Зелене) este localitatea de reședință a comunei Ustea-Zelene din raionul Monastîrîska, regiunea Ternopil, Ucraina.

## Demografie
Componența lingvistică a localității Ustea-Zelene
     Ucraineană (99,83%)
     Alte limbi (0,17%)
Conform recensământului din 2001, majoritatea populației localității Ustea-Zelene era vorbitoare de ucraineană (99,83%), existând în minoritate și vorbitori de alte limbi.